# Zineb Redouani
Zineb Redouani (Mequinez, 12 de junio de 2000) es una futbolista marroquí. Juega como defensora en el FAR Rabat del Campeonato Femenino de Marruecos. Es internacional con la selección de Marruecos.

## Trayectoria
Redouani comenzó su carrera profesional en el Raja Aïn Harrouda antes de unirse al FAR Rabat de Marruecos en 2020. Con este club ganó la Copa nacional en su temporada debut seguido de dos campeonatos nacionales consecutivos en 2021 y 2022.
A pesar de ser una novata, la defensora participó con el club castrense en la primera edición de la Liga de Campeones de la CAF que se disputó en Egipto en noviembre de 2021, donde el FAR Rabat obtendría un tercer lugar.
Dado que Marruecos fue designado como el país anfitrión de la Liga de Campeones de 2022, su equipo se clasificó automáticamente para la fase final de esta nueva edición tras ganar el Campeonato Marroquí. Redouani participa del torneo internacional y es expulsada en el segundo encuentro de la fase de grupos contra el Green Buffaloes tras cometer una falta comprobada por el VAR. Su equipo finalmente se clasifica a la fase final donde supera a sus dos contrincantes y se consagra campeón del torneo.

## Selección nacional
Redouani participó con la sub-20 de Marruecos en los Juegos Africanos de 2019 organizados en Rabat, competición en la que las marroquíes se llevaron la medalla de bronce. Capitana de su selección, Redouani marcó uno de los goles en el partido por el tercer puesto ante Argelia.
El mismo año, en octubre, ganó el Torneo UNAF sub-20.
Zineb Redouani ha sido convocada a la selección absoluta de Marruecos desde 2018. En febrero de 2020, ganó el Torneo UNAF organizado en Túnez.
La retiene Reynald Pedros en la lista de 26 jugadoras que participaron en la Copa Africana de Naciones 2022 disputada en Marruecos. Titular en todos los encuentros, ella y sus compañeras de equipo llegaron a la final en la que cayeron ante Sudáfrica por 2 goles a 1, final en la que se lesiona y sale a los 60 minutos de juego sustituida por su compañera en el FAR Rabat, Ghizlane Chhiri cuando el marcador estaba a cero. Gracias al segundo puesto logrado, el conjunto africano ganó su primera clasificación para una Copa Mundial Femenina.

## Estadísticas

### Clubes
| Club              | País      | Año             |
| ----------------- | --------- | --------------- |
| Raja Aïn Harrouda | Marruecos | ¿?              |
| FAR Rabat         | Marruecos | 2020 - presente |

## Palmarés

### Títulos nacionales
| Título                  | Club      | País      | Año  |
| ----------------------- | --------- | --------- | ---- |
| Copa de Marruecos       | FAR Rabat | Marruecos | 2020 |
| Campeonato de Marruecos | FAR Rabat | Marruecos | 2021 |
| Campeonato de Marruecos | FAR Rabat | Marruecos | 2022 |

### Títulos internacionales
| Título                      | Equipo    | Sede      | Año  |
| --------------------------- | --------- | --------- | ---- |
| Juegos Panafricanos         | Marruecos | Marruecos | 2019 |
| Torneo de la UNAF           | Marruecos | Túnez     | 2020 |
| Liga de Campeones de la CAF | FAR Rabat | Marruecos | 2022 |

(*) Incluyendo la Selección

### Distinciones individuales
| Distinción                                 | Año  |
| ------------------------------------------ | ---- |
| Mejor Once de la Copa Africana de Naciones | 2022 |
| Mejor Once de la CAF (IFFHS)               | 2022 |